# Mare de Déu del Pla
Mare de Déu del Pla és una capella del terme de Corró d'Amunt, al municipi de les Franqueses del Vallès (Vallès Oriental). Està al costat del Mas Carbó (Corró d'Amunt), avui Can Viure. És una obra inclosa en l'Inventari del Patrimoni Arquitectònic de Catalunya.

## Descripció
Capella romànica de planta rectangular, amb una sola nau i absis rodó. A l'exterior presenta arcuacions llombardes. A l'interior hi ha dues arcades apuntades, de pedra, a banda i banda de la nau. La volta és apuntada i arrebossada, possiblement fruit d'una reforma de l'època gòtica, existia també un retaule d'estil gòtic cremat a la guerra del 1936.
A la cara de migdia hi ha l'antiga porta, tapiada, d'arc de mig punt, descoberta durant la restauració. A ponent hi ha la porta allindanada, amb una mena de timpà al damunt. Una petita finestra d'ull de bou i campanar d'espadanya (posterior).
Està situada prop del Mas Viure, orientada a llevant. A l'interior hi havia una imatge de la Mare de Déu també destruïda el 1936.
L'ermita té uns Goigs dedicats a la Mare de Déu del Pla que canten: "Puix la llum de l'alba clara, té l'orient en vostre altar: Demostreu-nos que sou Mare, Santa Maria del Pla".

## Història
Apareix documentada per primer cop l'any 1077 (testaments dels cònjuges Ermengol Samarell i Tuitgarda, morts el 1077 i 1094 respectivament). També apareix en algun document de Can Viure, casa situada al costat de l'ermita. L'any 1026, Bernat Carbó, habitant de Can Viure, fa una donació a l'ermita, l'any 1243 Ramón Carbó fa una altra donació. Tot i pertànyer al bisbat, a Can Viure sempre han tingut cura de l'edifici.
Probablement existia una església anterior al segle xi coberta amb fusteria, que a finals del mateix segle se li va afegir l'absis, substituint un d'anterior i se li canvia la coberta edificant-la de pedra amb els arcs formers que reforcen les parets antigues.
Probablement es va edificar al segle xi i va ser modificada al segle xv o XVI tal com indica el retaule que existia i la volta apuntada. L'any 1953 va ser restaurada pel bisbat, mantenint l'estructura original i posant al descobert la porta i els arcs.